# Contergan (Film)
Contergan ist ein Fernseh-Zweiteiler des WDR aus dem Jahr 2007, in dem der Contergan-Skandal fiktional aufgearbeitet wird.
Das Drehbuch schrieb Benedikt Röskau, Regie führte Adolf Winkelmann.

## Inhalt

### Erster Teil:Eine einzige Tablette
1960 gründet Rechtsanwalt Paul Wegener zusammen mit Kollege und Freund Horst Bauer eine Anwaltskanzlei; sie können wichtige Mandanten aus der Industrie gewinnen. Wegeners Frau Vera ist schwanger. Wegen Schlafstörungen nimmt sie eines Abends eine Tablette des von ihrem Arzt als harmlos empfohlenen populären Schlafmittels Contergan. Sie bringt ein Kind zur Welt, dem beide Arme und ein Bein fehlen. Die Eltern müssen sich in der Klinik von Ärzten anhören, dass sie sich nicht auf Erbkrankheiten haben untersuchen lassen. Der Arzt rät ihnen auch: „Dafür gibt es heute Heime, da kann man es ganz bequem abgeben.“ Daraufhin wird er von Wegener aus dem Zimmer geworfen.
Es erhärtet sich der Verdacht, dass das Medikament Contergan Ursache für die Missbildung sein könnte. Ausgerechnet jenes Präparat, das vom Unternehmen Grünenthal GmbH produziert wird, die der Kanzlei so lukrative Industriemandate vermittelt hat. Auf Drängen seiner Frau verklagt Wegener das Unternehmen schließlich, was dazu führt, dass er sich mit seinem Sozius Bauer überwirft. Bauer wechselt die Seiten und beginnt, für die Firma Grünenthal zu arbeiten, die mit Bespitzelung und Verunglimpfungen versucht, Wegener zu diskreditieren.

### Zweiter Teil:Der Prozess
1961 wird Contergan vom Markt genommen; der Prozess beginnt 1968 nach siebenjähriger Vorbereitung.
Die mittlerweile siebenjährige Tochter Katrin hat es schwer, sich im Alltag zu behaupten, und muss mit deprimierenden Situationen wie der Meidung durch andere Kinder fertig werden. Diese Isolierung bricht erst auf, als im Haus eine Italienerin mit ihrer Tochter einzieht. Die Mütter und die Töchter freunden sich an, wodurch sich Katrins Situation enorm verbessert.
Gleichzeitig ist die Ehe der Wegeners starken Belastungen ausgesetzt, da Vera nicht mit Pauls Prozessstrategie einverstanden ist. Naumann, Verteidiger des Konzerns, spielt dagegen auf Zeit, um eine Verjährung des Deliktes herbeizuführen. Gelänge dies, gäbe es keine Entschädigungszahlungen für die Opfer. Vor Gericht wirft man Vera vor, die Missbildungen ihrer Tochter könnten auch durch einen Stromschlag verursacht worden sein, den sie während der Schwangerschaft an einem defekten Elektroherd erlitt. Im Prozess kommt es zum Eklat, als Naumann Vera Wegener als Zeugin ins Kreuzverhör nimmt. Sie ist der Situation – trotz Vorbereitung durch ihren Mann – nicht gewachsen und greift Naumann an.
Die verantwortlichen Mitarbeiter des Unternehmens Grünenthal sind durch die lange Prozessdauer zermürbt und wollen teilweise aufgeben. Wegener will die Verjährung verhindern und erreicht eine außergerichtliche Einigung in Höhe von 100 Millionen DM als Schadenersatz für die Opfer. Das Verfahren wird schließlich im Dezember 1970 wegen „geringfügiger Schuld“ der Angeklagten und „mangelnden Interesses der Öffentlichkeit“ eingestellt.

## Prozess um den Film
Der Film sollte ursprünglich im Herbst 2006 in der ARD laufen. Die Ausstrahlung wurde jedoch von dem Unternehmen Grünenthal in Stolberg (Rheinland), welches das Schlafmittel seinerzeit vertrieben hatte, sowie einem Rechtsanwalt, der sich im Film wiedererkennbar dargestellt glaubte, per einstweiliger Verfügung am Landgericht Hamburg verhindert. Grünenthal behauptete, dass das Thema für einen Unterhaltungsfilm nicht geeignet sei und dass die Ereignisse in verschiedenen Schlüsselszenen "entstellend" dargestellt würden.
Grundlage der Verfügung war eine frühe und längere Drehbuchfassung, die bis zur Aufnahme der Dreharbeiten aufgrund üblicher dramaturgischer Erwägungen verändert bzw. gekürzt worden war. Am 10. April 2007 wurde das Urteil vom Hanseatischen Oberlandesgericht in Hamburg weitgehend aufgehoben. Der Film unterschied sich in Teilen von der streitgegenständlichen und zum Zeitpunkt des Verfügungsantrages bereits veralteten Drehbuchfassung. Am 15. Mai 2007 hob das Landgericht Hamburg die letzten einstweiligen Verfügungen des Pharma-Unternehmens gegen den WDR und die Produktionsfirma Zeitsprung auf.
In dem praktisch gleichlautenden Hauptsacheverfahren, das ebenfalls am 15. Mai 2007 vor derselben Zivilkammer des Landgerichts Hamburg verhandelt wurde, sollte am 20. Juli 2007 ein Urteil ergehen. Wegen einer geplanten Aufführung des Films auf dem Filmfest München wurden von den Klägern Eilanträge beim Bundesverfassungsgericht gegen den Film gestellt. Aus Respekt vor dem Höchsten Gericht, das im Frühsommer 2007 vor allem wegen Anträgen im Zusammenhang mit dem G8-Gipfel in Heiligendamm völlig überlastet war, verzichtete der Produzent auf die Vorführung, um die Richter nicht unter unnötigen Zeitdruck zu setzen – obwohl rechtlich aus der Sicht des Produzenten nichts gegen eine Vorführung gesprochen hätte. Allerdings hätte der Produzent damit rechnen müssen, dass eine Einstweilige Anordnung des Bundesverfassungsgerichtes gegen ihn ergangen wäre.
In einer am 5. September 2007 veröffentlichten Eilentscheidung wiesen die Richter des Bundesverfassungsgerichts die Klagen des Contergan-Herstellers Grünenthal sowie eines Anwalts ab. In einem Beschluss vom 29. August 2007 wies das Bundesverfassungsgericht auch den Antrag auf Erlass einer Einstweiligen Verfügung gegen den Film zurück.

„Es stellt einen schwerwiegenden Eingriff in die Freiheit der Rundfunkanstalt zur Gestaltung und Verbreitung ihres Programms dar, wenn sie durch Erlass einer Eilanordnung an der Erstausstrahlung eines Spielfilms zu einem nach Gesichtspunkten der tagesaktuellen Bedeutsamkeit gewählten Zeitpunkt und in einem nach medienspezifischen Gesichtspunkten gewählten Kontext gehindert wird. […] Die Abwägung der aufgezeigten Folgen ergibt nicht, dass die den Beschwerdeführern bei der Verweigerung einer Eilentscheidung drohenden Nachteile schwerer wögen als die mit ihrem Erlass verbundenen Beeinträchtigungen der Belange der Rundfunkanstalt und des Informationsinteresses der Öffentlichkeit.“

Im Hauptsacheverfahren am 25. Januar 2008 befasste sich das Landgericht Hamburg erneut mit dem Fall und wies in der Urteilsverkündung am 18. April 2008 die vier Unterlassungsklagen ab. Eine Berufung durch Grünenthal vom Mai 2008 wurde vom OLG Hamburg am 16. Dezember 2008 zurückgewiesen.

## Ausstrahlung
Das Erste zeigte den ersten Teil des Films am 7. November 2007 und erreichte 7,27 Millionen Zuschauer mit einem Marktanteil von 22,2 Prozent beim Gesamtpublikum. In der werberelevanten Zielgruppe lag der Marktanteil bei 16,3 Prozent durch 2,18 Millionen Zuschauer. Die ARD verpflichtete sich, in dem Vor- und Abspann klarzustellen, dass der Spielfilm weitgehend fiktional sei, insbesondere was private und berufliche Personen und Handlungen betraf. Anschließend sahen 4,73 Millionen Zuschauer die Diskussion zum Film. In der Talkshow Hart aber fair mit dem Sendetitel Wie sicher sind Arzneimittel heute? Kann sich ein Fall wie Contergan wiederholen? nahmen auch Schauspieler des Spielfilms teil.
Der zweite Teil wurde am Folgetag ausgestrahlt und erreichte 6,85 Millionen Zuschauer bei einem Marktanteil von 21,2 Prozent. In der Gruppe der 14- bis 49-Jährigen verfolgten 2,2 Millionen Zuschauer den Film (17,2 Prozent Marktanteil). Die im Anschluss gesendete Reportage Contergan – Die Opfer, die Anwälte und die Firma verfolgten sahen 5,76 Millionen Zuschauer (19,5 Prozent Marktanteil), in der werberelevanten Zielgruppe waren es 1,73 Millionen Zuschauer (14,1 Prozent). Zeitgleich war der Film im ORF 2 zu sehen.

## DVD
Ursprünglich hätte Contergan am 9. November 2007 von Warner Home Video auf DVD in den Handel kommen sollen. Doch aus „juristischen Gründen“ – eine nähere Begründung wurde nicht angegeben – durfte der Film nicht zum Verkauf angeboten werden. Stattdessen wollte Jan Moitos Firma EOS im März 2008 den Film auf DVD veröffentlichen.
Tatsächlich auf DVD veröffentlicht wurde der Film schließlich von Kinowelt Home Entertainment am 5. Dezember 2008.

## Kritiken
„Das Drehbuch verkürzt aus dramaturgischen Gründen gelegentlich die historische Sachlage; auch der Zusammenhang mit der Nazi-Zeit wird durch die Personalisierung im Film zwangsläufig verkürzt. Dennoch entstand ein höchst eindrücklicher, wichtiger Film, der von seinen auch durch die Musik gesteuerten Emotionen lebt, mit denen er den historischen Skandal miterleben lässt.“

„Der Film ist Qualitätsfernsehen erster Güte und ein zutiefst bewegendes Plädoyer für Menschlichkeit.“

„Der ARD-Film ist ergreifend, vielleicht rührt er den einen oder anderen Zuschauer auch zu Tränen, aber er entgeht diesen Gefahren. Er ist kein Rührstück geworden. Natürlich personalisiert er und emotionalisiert er – was denn sonst? Strukturgeschichte und Medizinsoziologie lassen sich nicht verfilmen. Konflikte werden verdichtet. So platzt der Konflikt mit dem Pharma-Hersteller mitten hinein in eine aufstrebende, von zwei jungen Anwälten betriebene Kanzlei. Aber es entsteht ein großes, massenkompatibles, die Möglichkeiten des Mediums nutzendes Stück Fernsehen.“

„‚Contergan‘ ist fraglos professionell gemacht, überdurchschnittlich besetzt, detailwütig ausgestattet und teils ergreifend gespielt. Nie jedoch bricht der Film aus dem Schwarz-Weiß von Opfern und Tätern aus, nie lässt der Film das Konventionelle hinter sich. Dafür sind die Figuren zu bruchlos, die Konflikte zu übersichtlich und die Frisuren zu flott.“

## Besonderheiten
Die Rolle des Contergan-geschädigten Mädchens Katrin wird von Denise Marko aus Schrobenhausen in Bayern gespielt, die ohne Arme und mit nur einem Bein zur Welt gekommen ist; jedoch ohne Vorgeschichte von Contergan, das zum Zeitpunkt ihrer Geburt längst in Deutschland vom Markt genommen war. Ihr Handicap, wie sie es selbst nennt, ist durch einen Gen-Fehler entstanden.
Auf der Suche nach einer Darstellerin fand Souvignier bei seinen Recherchen heraus, dass es in Dritte-Welt-Ländern weiterhin Contergan-geschädigte Kinder gibt, weil Thalidomid auch gegen Lepra eingesetzt und die symbolhafte Schwangerschaftswarnung auf den Pillen oft als Verhütungsmittel missverstanden wird. Allerdings haben diese Kinder eine dunkle Hautfarbe, weshalb er hier keine Darsteller für seinen Film finden konnte. Dann fand er heraus, dass es ein seltenes Krankheitsbild (Dysmelie, speziell: Amniotisches-Band-Syndrom) gibt, das äußerlich für Laien nicht von einer Contergan-Schädigung zu unterscheiden ist. Er nahm dann Kontakt mit Ärzten auf, die darauf spezialisiert sind, und fand so Denise, deren schauspielerischer Leistung ihn begeisterte. Denise war zur Zeit der Dreharbeiten mit 11 Jahren wesentlich älter als das Kind, das sie spielt, was an den Proportionen ihres Fußes deutlich zu erkennen ist.
Denise besuchte damals eine Regelschule und verwendete keine Prothesen, obwohl sie eine für das linke Bein besaß. Sie sagte, die Prothese behindere sie nur.

## Preise

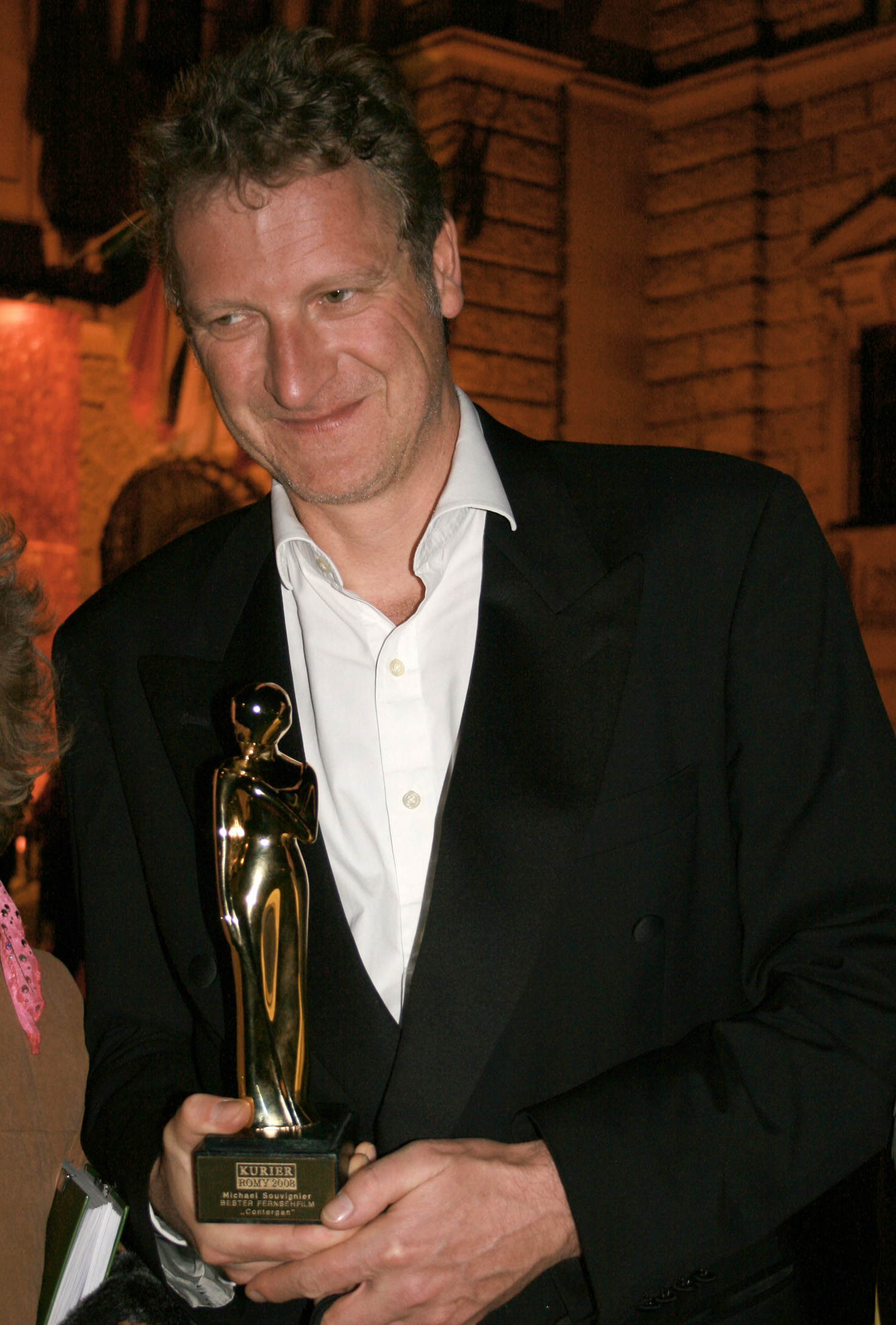
Michael Souvignier mit der Romy für Contergan in Wien (2008)

Der Zweiteiler wurde am 29. November 2007 mit dem Bambi ausgezeichnet. Produzent Michael Souvignier appellierte in seiner Dankesrede an das Pharma-Unternehmen Grünenthal: „Ich wünsche mir, dass Grünenthal uns nicht länger verklagt und endlich den Dialog mit den Contergan-Geschädigten sucht“. Die geladenen Gäste spendeten dem Produzenten minutenlang Beifall.
Diesem Appell schlossen sich die Contergangeschädigten an und haben auf contergan-treff.de eine Unterschriftenliste gestartet.
2007 erhielt Michael Souvignier für seine Gesamtleistung als Produzent den Goldenen Gong. 2008 erhielt der Film die Goldene Kamera und den deutschen Fernsehpreis in der Kategorie Bester Deutscher Fernsehfilm und in Wien wurden Michael Souvignier und Adolf Winkelmann mit der Goldenen Romy für den Besten Fernsehfilm ausgezeichnet.
Katharina Wackernagel erhielt 2008 u. a. für ihre Darstellung in diesem Film den Bayerischen Fernsehpreis als Beste Schauspielerin in der Kategorie Fernsehfilm.
Der Film erhielt 2008 den Deutschen Fernsehpreis in der Kategorie Bester Fernsehfilm/Mehrteiler.